# Carsidara marginalis
Carsidara marginalis är en insektsart som beskrevs av Walker 1869. Carsidara marginalis ingår i släktet Carsidara och familjen Carsidaridae. Inga underarter finns listade i Catalogue of Life.